# Luis José Santander
Luis José Santander (Fort Collins, 8 de abril de 1960) é um ator de telenovelas radicado na Venezuela. Sua família imigrou para Estados Unidos e alguns anos depois regressou ao seu país de origem: Venezuela.

## Biografia
Luis José iniciou sua carreira em 1987, quando gravou sua primeira produção nas telenovelas, intitulada de "Y la luna también", que teve muito êxito a nível internacional, sendo uma das telenovelas mais vistas em regiões como Porto Rico, México e Equador. Como muitos outros de seus conterrâneos, ele foi fazer novelas na Televisa antes de viajar rumo ao México, onde atuou em novelas no país, e em 1995 esteve ao lado de Gabriela Spanic na novela Morena Clara.
Em 1995 estreou nas novelas de Televisa como protagonista de Lazos de amor, onde a atriz Lucero interpretava o papel de trigêmeas. 
Em seguida atuou em mais uma produção de Carla Estrada que foi  exibida no Brasil, a telenovela Te sigo amando, onde foi protagonista e contracenou com atriz Claudia Ramírez, Sergio Goyri e Olivia Collins. 
No ano 2000 fez uma telenovela no Peru chamada "Vidas Prestadas".
Depois de filmar "Vidas Prestadas"  Santander viveu uma semi-aposentadoria, voando muitas vezes entre o México e a Venezuela para entrevistas e ocasiões especiais, incluindo os que figuram na telenovela Inocente de ti, de 2004, onde atuou juntamente com Camila Sodi e Valentino Lanus. 
Em 2006 ele volta a Venezuela para a estreia da telenovela "Volte para que te enamores", e se divorcia da sua esposa Silvia Rivas. Em 2007 ele também foi convidado para participar na telenovela Pasión, que é produzida por Carla Estrada, no México, e está sendo exibida em vários países ao redor do mundo. 
Na telenovela Inocente de ti, seu personagem é Sergio Dalmacci, um pirata britânico, cuja história está situada próxima do ano de 1780, em que costumava ser a "Nueva España". Atualmente Luis José reside em Miami nos Estados Unidos.

## Filmografia

### Telenovelas
- Silvia, frente a ti (2019) como Moisés Pasquel
- Corazón apasionado (2012) como Ricardo Rey
- Sacrificio de mujer (2010) como Dr. Augusto Talamonti
- Alma Indomable (2009) como Esteban de la Vega
- Juro que te amo (2008) como Amado Madrigal
- Pasión (2007-2008) como John Foreman
- Voltea pa' que te enamores (2006) como Francisco Ignacio Aristigueta "Paco"
- Inocente de ti (2004) como Sergio Dalmacci
- Vidas prestadas (2000) como Jose Maria Rivero
- Te sigo amando (1996) como Luis Angel Zaldivar
- Lazos de amor (1995) como Nicolas Miranda
- Morena Clara (1995) como Valentin Andara
- Macarena (1992) como Jose Miguel
- Mundo de fieras (1991) como Ivan
- Maribel (1989) como Luis Alexander
- Niña bonita (1988) como Francisco Leon
- Y la luna también (1987) como Simón Azcárate

## Prêmios e Indicações

### Prêmio TVyNovelas
| Ano  | Categoria                | Telenovela    | Resultado |
| ---- | ------------------------ | ------------- | --------- |
| 1996 | Melhor ator protagonista | Lazos de amor | Ganhador  |